# Nebojša Popović
Nebojša Popović (in serbo Небојша Поповић?; Irig, 8 febbraio 1923 – Belgrado, 20 ottobre 2001) è stato un cestista, allenatore di pallacanestro, dirigente sportivo e giornalista jugoslavo (dal 1992 serbo), membro del FIBA Hall of Fame dal 2007 in qualità di contributore.

## Carriera
È stato Segretario del Comitato Olimpico Jugoslavo, Presidente della Commissione per le Competizioni Internazionali FIBA, Presidente della Federazione cestistica della Serbia (1982-1983) e della Federazione cestistica della Jugoslavia (1985-1987).
Per oltre 40 anni è stato corrispondente della Gazzetta dello Sport.

## Palmarès

### Giocatore
- YUBA liga: 6

Stella Rossa Belgrado: 1946, 1947, 1948, 1949, 1950, 1951

### Allenatore
- YUBA liga: 10

Stella Rossa Belgrado: 1946, 1947, 1948, 1949, 1950, 1951, 1952, 1953, 1954, 1955